# Иван Купала (группа)
«Ива́н Купа́ла» — российская электронная группа, работающая в стиле этнической музыки. Образована 17 августа 1998 года в Санкт-Петербурге Алексеем Ивановым, Алексеем Румянцевым и Денисом Фёдоровым. Отличительной особенностью творчества группы является использование в качестве основы для своих произведений аутентичного фольклора, в основном записанного в ходе этнографических экспедиций советскими фольклористами в 1970—1980 годы.
На премиях «Овация» 1999 и 2000 года группа выигрывала в номинации «Фолк-группа года».
В своей официальной дискографии Иван Купала имеет 3 номерных альбома, альбом ремиксов, макси-сингл и сборник лучших песен. Релиз последнего на сегодняшний день студийного альбома «Родина» состоялся в Ночь на Ивана Купалу — с 6 на 7 июля 2012 года. Выход альбома группа отметила большим ночным концертом-презентацией на фестивале «Нашествие».
Песня «Кострома» этой группы была использована на церемонии открытия зимней Олимпиады 2014 в Сочи. В 2017 году коллектив прекратил гастрольную деятельность, вернувшись в студийный формат, а также сообщил, что новых альбомов в их творчестве больше не будет.
В 2023 году группа анонсировала издание последнего альбома «Родина» на физических носителях (спустя 11 лет после презентации) на лейбле «Maschina Records» и первого за многие годы официального релиза — новой версии ранее не издававшейся (но исполнявшейся на концертах) песни «Поле» в качестве саундтрека к фильму «По щучьему велению».

## Состав
- Алексей Иванов (род. 18.09.1971, Ленинград)
- Алексей Румянцев (род. 02.06.1968, Ленинград)
- Денис Фёдоров (род. 17.02.1971, Ленинград)

## Иван Купала Live!
- Алексей Иванов (с 1999 по 2012) — семплер, клавишные инструменты
- Алексей Румянцев (с 1999) — семплер, клавишные инструменты
- Денис Федоров (с 1999 по 2012) — семплер, клавишные инструменты, гитара, mix
- Роман Ломов (с 2004) — народные инструменты, вокал
- Наталья Котова (с 1999) — вокал
- Елена Гаврилова (с 2013) — вокал
- Анастасия Тихонова (с 2015) — вокал
- Сергей Родюков (2001—2004; 1999—2000 / с 2005 — разовые выступления) — народные инструменты, клавишные инструменты, вокал

В разные годы в состав Иван Купала Live! входили:
- Татьяна Ярченко (1999—2013), единичное выступление в 2017 — вокал
- Татьяна Старчевская (1999—2009, с 2010 — разовые выступления) — вокал
- Ирина Музалёва (1999—2005) — вокал
- Елизавета Гаршина (2005—2013, с 2015 — разовые выступления) — вокал
- Анна Скиба (2010) — вокал
- Марина Меньшикова (2015) — вокал

## Дискография
Песня «Коляда» была записана группой «Иван Купала» в 1999 году. Основой для трека послужила песня «Коляда-краселка» с пластинки «Песни села Купино Белгородской области», вышедшей в 1982 году.
Обновлённая «Коляда» более 20 недель продержалась в хит-парадах российских радиостанций. В ноябре 1999 года на фестивале «Нашествие» появилась третья версия песни: «Haitura/Коляда», исполненная вместе с группой Zdob si Zdub. В декабре 2000 года «Коляда» принесла музыкантам-экспериментаторам «Золотой граммофон».

### Студийные альбомы
- 1999 — Кострома
- 2002 — Радио Награ
- 2012 — Родина

### Сборники
- 2000 — Здорово, Кострома (Коллекция ремиксов и ремейков)
- 2003 — Лучшие песни 96—03

### Синглы
- 2011 — «Старый»
- 2023 — «Поле» (Pike mix) OST «По щучьему велению»

## Видеоклипы
| Год  | Название                            | Режиссёр                    |
| ---- | ----------------------------------- | --------------------------- |
| 1999 | «Кострома»                          | Виталий «Муха» Мухаметзянов |
| 2000 | «Молодость»                         | Виталий «Муха» Мухаметзянов |
| 2000 | «Кострома (Дискотека Авария Remix)» | Роман Прыгунов              |
| 2002 | «Ящер»                              | Олег Степченко              |
| 2003 | «Пчёлы 2»                           | Виталий «Муха» Мухаметзянов |
| 2004 | «Росы»                              | Вячеслав Леонтьев           |

Видеоклип «Росы» не получил одобрения участников группы, но, тем не менее, самовольно попал в Интернет в черновом варианте. «ИК» считает этот видеоклип «неофициальным».

## Премии
- 2000 — Национальная музыкальная премия «Овация» — лучший фолк-артист
- 2000 — Премия «За заслуги в области рок-музыки» — лучший альбом («Кострома»)
- 2000 — Премия «Золотой Граммофон» («Русское Радио») — за песню «Коляда»
- 2002 — Премия «Шансон года» («Радио Шансон») — за песню «В роще»
- 2003 — Премия «Лица года» (выбор читателей газеты «Комсомольская Правда») — лучшая группа 2002 года